# Bernd Schneider
Bernd Schneider (n. 20 iulie 1964, St. Ingbert) a fost un pilot german de Formula 1 care a evoluat în Campionatul Mondial între anii 1988 și 1990.

## Cariera în Formula 1
| Sezon | Echipă                 | Puncte | Loc clasament general |
| ----- | ---------------------- | ------ | --------------------- |
| 1988  | West Zakspeed Racing   | 0      | -                     |
| 1989  | West Zakspeed Racing   | 0      | -                     |
| 1990  | Footwork Arrows Racing | 0      | -                     |